# Den påklædte Maja
Den påklædte Maja (spansk: La maja vestida) er et oliemaleri fra 1800-1805 af den spanske maler Francisco Goya (1746–1828). Maleriet forestiller en kvinde henslængt på et leje med store puder. Kvinden er påklædt og er en pendant til det næsten identiske billede Den nøgne Maja. Begge billeder har tilhørt Museo del Prado i Madrid siden 1910, hvor de sædvanligvis er udstillet side om side. Den påklædte Maja det bedst kendte af dem.
Maleriet var bestilt og ejet af premierministeren, hertug Manuel Godoy, der var kendt som en ivrig skørtejæger. Han hængte Den påklædte Maja foran Den nøgne Maja, så Den påklædte Maja kunne hejses op ved hjælp af en trissemekanisme, og Den nøgne Maja kom til syne. Museo del Prado har valgt at hænge dem ved siden af hinanden.